# I Want to Work for Diddy
I Want to Work for Diddy är en dokusåpa från 2008 som sändes på VH1 i USA och på TV6 i Sverige. I dokusåpan tävlar ett antal personer om ett jobb för Sean Combs (aka Diddy).